# Shigeyoshi Koyama
Shigeyoshi Koyama   (Osaka, 1940), conegut com a Koyama, és un artista japonès establert a Cadaqués. De formació autodidacta, es va traslladar a Tòquio per dedicar-se a la pintura.
L’any 1970 va viatjar a Europa a través del transsiberià fins a Moscou i posteriorment va volar a París. Des d’allà es va dirigir cap al sud fins a Vilajuïga, on va residir durant tres mesos abans d’arribar a Cadaqués. Després d’un breu retorn al Japó per establir un contracte amb la galeria Kabutoya de Tòquio, es va instal·lar definitivament a Cadaqués, on es va casar i va tenir una filla, integrant-se en la colònia artística del municipi.
El 1977 va signar un contracte amb l’arquitecte Lanfranco Bombelli per exposar a la Galeria Cadaqués, col·laboració que va continuar posteriorment amb Sofia van Schendel i més tard amb Patrick Donkem. La seva producció artística es compon principalment d’olis (70%), complementats amb aquarel·les i guaixos sobre paper.